# Gamma Canis Majoris
Gamma Canis Majoris (γ CMa, Muliphein) – gwiazda w gwiazdozbiorze Wielkiego Psa. Jest odległa od Słońca o ok. 442 lata świetlne.

## Nazwa
Gwiazda ta ma tradycyjną nazwę Muliphein, która podobnie jak mniej zniekształcona nazwa Muhlifain (Gamma Centauri) wywodzi się od arabskiego słowa ‏محلفين‎ muḥlifayn, co odnosi się do „dwóch rzeczy” lub „składania przysięgi” i nie wiadomo, do jakich gwiazd dawniej się odnosiło. Nazwa utarła się i Międzynarodowa Unia Astronomiczna zatwierdziła użycie nazwy Muliphein dla określenia tej gwiazdy.

## Charakterystyka
Muliphein to błękitny, jasny olbrzym należący do typu widmowego B8. Temperatura jego powierzchni to około 13 600 K, jego jasność jest 685 razy większa od jasności Słońca, a promień pięciokrotnie większy. Masa tej gwiazdy to około 4,3 masy Słońca, zakończyła ona już etap syntezy wodoru w hel w jądrze i zamienia się w czerwonego olbrzyma. Ma ona osobliwy skład chemiczny, jest o 40% bogatsza w chrom i nikiel (w stosunku do wodoru) niż Słońce, ale też 2000 razy większą zawartość rtęci, co wiąże się z wynoszeniem niektórych pierwiastków przez promieniowanie.